# يقوظ متوج
يقوظ متوج (الاسم العلمي: Rheinardia ocellata)، طائر أحادي الطراز من فصيلة التدرجية. أعطانه في ماليزيا ولاوس وفيتنام.